# Junkers Ju 90
Junkers Ju 90 byl dopravní letoun postavený na základě projektu bombardéru Junkers Ju 89, který se dostal jen do stádia prototypu. První uživatelem byl německý národní dopravce Lufthansa. Později Luftwaffe, která potřebovala vojenský transportní letoun.

## Vývoj
V roce 1935 začala továrna Junkers pod vedením Ing. Zindela vyvíjet strategický dálkový bombardér Ju 89, určený k ničení cílů hluboko na území SSSR. Taková koncepce odpovídala agresivním cílům nacistů. Brzy se ale názory představitelů německého vojenského letectva změnily; požadovali spíše taktické než strategické stroje. Ju 89 mezitím vznikl ve dvou prototypech a třetí byl rozpracovaný. Když se jeho další vývoj zastavil, dostala firma Junkers povolení použít rozestavěné díly třetího prototypu pro dopravní letadlo.
Nový dopravní Junkers Ju 90 vznikl za poměrně nevelkého zájmu společnosti Deutsche Lufthansa. Prototyp Ju 90V-1 používal křídlo a ocasní plochy z typu Ju 89 V-3, a to včetně řadových motorů Daimler-Benz DB 600 o výkonu 706 kW. Měl však nový, prostornější trup, určený pro čtyřčlennou posádku a 38 až 40 cestujících. Ju 90 V-1 měl registraci D-AALU a nazýval se "Der Grosse Dessauer" (Werk-Nr.4913). Poprvé vzlétl 7. června 1937 a už 6. února 1938 se rozlomil ve vzduchu při zkouškách třepotání (flutteru). To ale nezabránilo nacistické propagandě tvrdit, že v květnu 1938 získal 2 mezinárodní rekordy (dostup 9318 m s nákladem 5 tun a 7247 m s 10 tunami). Ve skutečnosti tyto výkony dosáhl první prototyp bombardéru Ju 89 V-1 (Werk-Nr4911, D-AFIT).

## Konstrukce

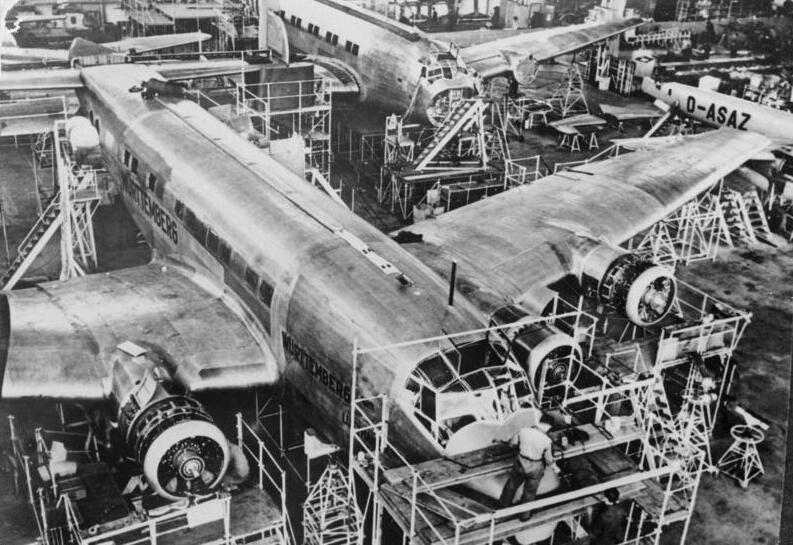
Výroba Ju 90 v závodě Junkers v Dessau

Začátkem roku 1938 byl hotový i druhý prototyp Ju 90 V-2 "Preussen" (Werk-Nr.4914, D-AIVI) a krátce nato Ju 90 V-3 (Werk-Nr.4915, D-AURE) "Bayern". Čtvrtý prototyp V-4 (Werk-Nr.4916, D-ADIH) "Sachsen" představoval už vzor pro sériové stroje Ju 90 B-1, kterých už Lufthansa objednala 8. Dostávala je postupně od konce roku 1938. Všechna letadla, počínaje od druhého prototypu dostala hvězdicové motory BMW 132H o výkonu 647 kW. Na rozdíl od starších typů Junkers měly Ju 89 i Ju 90 hladký potahový plech, ale konstrukce draku byla v některých místech předimenzovaná, takže hmotnost byla zbytečně vysoká. Kabinová část trupu měla konstantní průřez a dodávala se ve dvou provedeních: buď s pěti stejnými kabinovými oddíly, v nichž byly skupiny sedadel obráceny proti sobě, nebo s jednou přední kuřáckou kabinou pro 16 osob sedících proti sobě, a s vlastní hlavní kabinou s 22 nebo 24 sedadly postavenými ve směru letu. Celkový počet míst byl 38 nebo 40. K vybavení patřily dvě umývárny, 2 WC, zavazadlový prostor a šatna. Všechna letadla byla pojmenována podle jednotlivých krajů tehdejšího Německa. Stroj "Preussen" začal na podzim 1938 dopravu na lince Berlín – Vídeň. Jinak si ale Lufthansa svá letadla Ju 90 B-1 velmi neužila.

## Nasazení

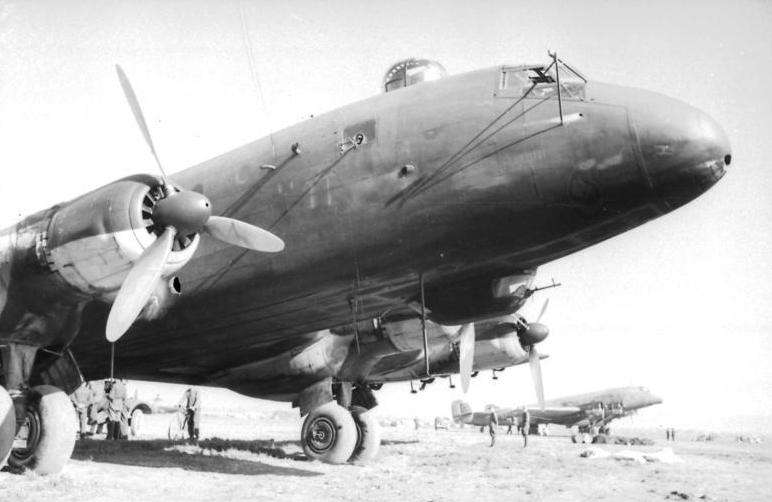
Ju 90 (pravděpodobně V8) ve službách Luftwaffe, Itálie 1943

Navíc vznikly dva stroje označené Ju 90 Z-1 a Z-2. Objednala si je jihoafrická letecká společnost South African Airways, což odpovídalo silnému proněmeckému vlivu v této zemi. Stroje pro SAA měly americké motory Pratt & Whitney Twin Wasp SB-3G o výkonu 883 kW a byla pro ně vyhrazena imatrikulace ZS-ANG a ZS-ANH. Junkers je dokončil v létě 1939, ale na místo určení se nedostaly. Převzala je Luftwaffe, stejně jako všechny ostatní Ju 90 od Lufthansy. Lufthansa sama používala zbylé stroje např. na lince Berlín – Bělehrad v roce 1940. V armádě byly Ju 90 nasazeny na dopravních tratích Luftwaffe u Transportstaffel 5 a některé prototypy posloužily jako základ pro vývoj větších strojů Junkers Ju 90S a Junkers Ju 290.
Celkem bylo postaveno 18 kusů, do dnešních dnů se ale žádný nedochoval.

## Specifikace (Ju 90A-1)

### Technické údaje
- Osádka: 4 pilot
- Kapacita: 40 cestujících
- Užitečný náklad: ? kg
- Rozpětí: 35,3 m
- Délka: 26,4 m
- Výška: 7,5 m
- Nosná plocha: 184 m²
- Plošné zatížení: 183 kg/m²
- Hmotnost prázdného stroje: 19 225 kg
- Max. vzletová hmotnost : 33 680 kg
- Pohonné jednotky: 4× BMW 132 H-1
- Výkon pohonné jednotky: 830 k (619 kW) každý

### Výkony
- Cestovní rychlost: 320 km/h ve výšce 3000 m
- Maximální rychlost: 350 km/h ve výšce 3000 m
- Dolet: 2092 km
- Dostup: 5750 m
- Stoupavost: ? m/s (? m/min)

### Výzbroj
- 3× kanón MG 151 ráže 20 mm, 3× kulomet MG 131 ráže 13 mm

## Uživatelé
- Německo
  - Lufthansa
  - Luftwaffe